# Georg Andersson
Georg Leander Andersson (ur. 3 marca 1936 w Älvsbyn) – szwedzki polityk i nauczyciel, poseł do Riksdagu, w latach 1986–1991 minister.

## Życiorys
Uzyskał wykształcenie nauczycielskie, pracował jako nauczyciel i dyrektor szkoły w gminie Lycksele. W latach 1971–1986 był przewodniczącym rady tej gminy. Zaangażował się w działalność polityczną w ramach Szwedzkiej Socjaldemokratycznej Partii Robotniczej. W 1971 po raz pierwszy zasiadł w Riksdagu, członkiem szwedzkiego parlamentu był do 1995. Wchodził w skład dwóch rządów Ingvara Carlssona. W latach 1986 do 1989 pełnił funkcję ministra bez teki do spraw imigracji, następnie do 1991 zajmował stanowisko ministra transportu i komunikacji. Od 1995 do 2001 sprawował urząd gubernatora regionu administracyjnego Västerbotten.